# Monoxeno
Monoxeno es, en parasitología, un parásito que cumple su ciclo biológico en un único hospedador. Dentro de la clasificación de los parásitos según su ciclo de vida, este tipo requiere solo de una especie para cumplir todo su ciclo biológico (huevo, larva, adulto). Ejemplo de parásito monoxeno es Ascaris lumbricoides.
Usualmente, aunque no necesariamente, un parásito monoxeno presenta ciclos de autoinfección, es decir, que tienen una forma de reinfectar al hospedero. Existen dos tipos de estos, la autoendoinfección (ciclos parasitarios rápidos) y la autoexoinfección (por métodos como ano-mano-boca).